# Boualem Bessaih
Pour les articles homonymes, voir Boualem (homonymie).
Boualem Bessaih (né en 1930 à Géryville (aujourd'hui El Bayadh) et mort le 28 juillet 2016) est un homme politique, diplomate et homme de lettres algérien, plusieurs fois ministre, et ancien président du Conseil constitutionnel. Il fut, du 11 juin 2016 à sa mort, ministre d’État, conseiller spécial auprès du président de la République, représentant personnel du chef de l'État dans le gouvernement Sellal IV.
Premier Ambassadeur d'Algérie à Bruxelles de 1964 à 1971

## Biographie
Boualem Bessaih est un ancien professeur de lettres et docteur ès lettres et sciences humaines, de formation bilingue (arabe, français).
Durant la guerre d'indépendance algérienne, il rejoint le maquis au début de 1957, occupe d'importantes fonctions dans les rangs de la Révolution armée (un des adjoints de Boussouf). Il est parmi les fondateurs des services secrets algériens : il dirige à ce titre la section du contre espionnage de la base Didouche Tripoli, et assure la mission de membre du secrétariat général du Conseil national de la Révolution algérienne de 1959 à 1962.
À l'indépendance, il occupe les fonctions d'ambassadeur dans plusieurs capitales européennes et arabes (Berne, Le Vatican, le Caire, Koweït City, Rabat).
En 1971, il est nommé secrétaire général du ministère des Affaires étrangères.
En 1979, il entre au gouvernement et occupe plusieurs postes ministériels. Il est nommé successivement ministre de l'Information, ministre des Postes et Télécommunications, ministre de la Culture et enfin ministre des Affaires étrangères en 1988.
À ce titre, il participe, au sein de la tripartie Algérie-Maroc-Arabie saoudite décidée par le sommet arabe de Casablanca, aux efforts déployés pour aboutir à l'accord de Taëf.
En 1997, il est nommé membre du Conseil de la nation au titre du tiers présidentiel, puis élu président de la Commission des Affaires étrangères de ce Conseil.
Après avoir occupé le poste d'ambassadeur auprès du Maroc, il est nommé président du Conseil constitutionnel en septembre 2005 par le président de la République, poste qu'il occupe jusqu’à mars 2012. À ce propos, c’est durant son mandat de président du Conseil constitutionnel, qu'a eu lieu la révision de la Constitution en 2008 qui a conduit à la levée de la limitation des mandats présidentiels.
Le 11 juin 2016, il est nommé par le président Bouteflika ministre d'État, conseiller spécial auprès du président de la République, représentant personnel du chef de l'État. Il meurt le 28 juillet 2016, âgé de 86 ans.

## Portefeuilles ministériels
- 15 juillet 1980-12 janvier 1982 : ministre de l'information et de la culture (Gouvernement Abdelghani II)
- 12 janvier 1982-22 janvier 1984 : ministre de l'information (Gouvernement Abdelghani III)
- 22 janvier 1984-18 février 1986 : ministre des Postes et Télécommunications (Gouvernement Brahimi I)
- 9 février 1986-9 novembre 1988 : ministre de la culture et du tourisme (Gouvernement Brahimi II)
- 9 novembre 1988-9 septembre 1989 : ministre des affaires étrangères (Gouvernement Merbah)
- 11 juin 2016-28 juillet 2016 : ministre d’État, Conseiller spécial auprès du président de la République, Représentant personnel du chef de l’État (Gouvernement Abdelmalek Sellal (4))

## Publications
Boualem Bessaih est l'auteur de plusieurs ouvrages littéraires et historiques notamment sur l'émir Abd el-Kader ; il est aussi l'auteur du scénario du film historique Épopée du cheikh Bouamama. Féru de poésie, il a traduit et commenté des poèmes de Mohamed Belkheir et d'Abdellah Ben Kerriou.
Son ami et collaborateur aux Affaires étrangères, Brahim Romani a publié chez ANEP éditions, en 2018, une biographie retraçant son parcours politique : Boualem Bessaïh : 10 ans avec le diplomate, le politique et l'intellectuel  (ISBN 978-9947-21-028-4)
Son dernier ouvrage publié à l'occasion du 50e anniversaire de l'indépendance, L'Algérie belle et rebelle, de Jugurtha à Novembre est préfacé par le président Abdelaziz Bouteflika.

## Autres publications
- Mohamed Belkheir, étendard interdit, édition bilingue, Paris, Sindbad, 1976
- L’épopée du Cheikh Bouamama, bande dessinée, avec Masmoudi, Alger, Entreprise nationale du livre, 1986, 51 p.
- De l'émir Abdelkader à l'imam Chamyl : le héros des Tchétchènes et du Caucase, 1re éd., Dahleb, 1997 ; 2e éd., ENAG, Alger, 2001
- De Louis Philippe à Napoléon III : l'émir Abdelkader, vaincu mais triomphant, Alger, SNED, 2002, éd. en langue arabe, Alger, ANEP - Beyrouth, El Farabi, 2004
- Au bout de l'authenticité, la résistance par l'épée ou la plume : écrits sur l'histoire de l'Algérie 1830-1954, Alger, ENAG, 2002
- Abdellah Ben Kerriou, poète de Laghouat et du Sahara, édition bilingue, Paris, Publi-Sud, 2003. Poèmes présentés et traduits par Boualem Bessaih
- Roses de printemps et feuilles d'automne : réflexions et témoignages (histoire, culture et littérature), Alger, Casbah éditions, 2009
- Les grandes figures de la résistance algérienne : par l'épée et la plume (1830-1954), Alger, Casbah éditions, 2009

## Décorations
- Athir de l'ordre du Mérite national d'Algérie.